# Raionul Tulciîn, Vinnița (1923-2020)
Tulciîn (în ucraineană Тульчинський район, transliterat: Tulciînskîi raion) este un raion în regiunea Vinnița, Ucraina. Reședința sa este orașul Tulciîn.

## Demografie
Componența lingvistică a raionului Tulciîn
     Ucraineană (96,87%)
     Rusă (2,76%)
     Alte limbi (0,27%)
Conform recensământului din 2001, majoritatea populației raionului Tulciîn era vorbitoare de ucraineană (96,87%), existând în minoritate și vorbitori de rusă (2,76%).